# Équipe cycliste Lupus Racing
L'équipe cycliste Lupus Racing est une équipe cycliste américaine créée en 2013 sous la forme d'une équipe de club et qui est devenue continentale à partir de la saison 2015. Elle participe essentiellement aux courses de l'UCI America Tour. Elle court pour faire connaître le lupus érythémateux disséminé.

## Histoire de l'équipe

### 2013-2014
L'équipe court ses deux premières saisons sous la forme d'une équipe de club.

### 2015
Pour sa troisième saison, l'équipe devient continentale. Treize coureurs constituent son effectif : Winston David, Oliver Flautt, Shawn Gravois, Matthieu Jeannès (à partir du 23 juin), Nick Jowsey, Evan Murphy, Kyle Murphy, Brad Neagos (jusqu'au 31 mai), Michael Olheiser, Timothy Rugg (jusqu'au 31 mai), James Schurman, Mike Stone et Thomas Vaubourzeix (à partir du 26 juin). Brenden Sullivan est manager général, tandis que Steve Carpenter est directeur sportif. De plus Kyle Murphy devient stagiaire à partir du 1er août dans la formation Caja Rural-Seguros RGA.

## Principales victoires
- Challenge du Prince-Trophée princier : Thomas Vaubourzeix (2016)

## Classements UCI
L'équipe participe aux circuits continentaux et principalement à des épreuves de l'UCI America Tour. Les tableaux ci-dessous présentent les classements de l'équipe sur les différents circuits, ainsi que son meilleur coureur au classement individuel.
UCI Africa Tour
| Saison | Classement par équipes | Meilleur coureur au classement individuel |
| ------ | ---------------------- | ----------------------------------------- |
| 2016   | 8e                     | Thomas Vaubourzeix (27e)                  |

UCI America Tour
| Saison | Classement par équipes | Meilleur coureur au classement individuel |
| ------ | ---------------------- | ----------------------------------------- |
| 2015   | 52e                    | Kyle Murphy (414e)                        |
| 2016   | 14e                    | Chad Beyer (44e)                          |

UCI Asia Tour
| Saison | Classement par équipes | Meilleur coureur au classement individuel |
| ------ | ---------------------- | ----------------------------------------- |
| 2015   | 59e                    | Thomas Vaubourzeix (178e)                 |

UCI Europe Tour
| Saison | Classement par équipes | Meilleur coureur au classement individuel |
| ------ | ---------------------- | ----------------------------------------- |
| 2015   | 115e                   | Thomas Vaubourzeix (517e)                 |
| 2016   | 136e                   | Thomas Vaubourzeix (1677e)                |

## Lupus Racing en 2015

### Effectif
| Cycliste           | Date de naissance | Nationalité      | Équipe 2014                             |  |
| ------------------ | ----------------- | ---------------- | --------------------------------------- |  |
| Winston David      | 11 octobre 1987   | États-Unis       | Lupus Racing                            |  |
| Oliver Flautt      | 28 mai 1993       | États-Unis       | Lupus Racing                            |  |
| Shawn Gravois      | 6 décembre 1986   | États-Unis       | Lupus Racing                            |  |
| Matthieu Jeannès   | 14 novembre 1987  | France           | Leucémie Espoir                         |  |
| Nick Jowsey        | 2 avril 1993      | Nouvelle-Zélande | Greenlife-Subaru Benefitting Globalbike |  |
| Evan Murphy        | 25 mars 1988      | États-Unis       | CRCA Foundation                         |  |
| Kyle Murphy        | 5 octobre 1991    | États-Unis       | CRCA Foundation                         |  |
| Brad Neagos        | 4 août 1989       | États-Unis       | Bissell-ABG-Giant                       |  |
| Michael Olheiser   | 23 janvier 1975   | États-Unis       | InCycle-Predator Components             |  |
| Timothy Rugg       | 24 novembre 1985  | États-Unis       | Battley Ducati-Spokes ETC               |  |
| James Schurman     | 31 octobre 1990   | États-Unis       | Lupus Racing                            |  |
| Mike Stone         | 21 février 1991   | États-Unis       | Stan's NoTubes-Proferrin                |  |
| Thomas Vaubourzeix | 16 juin 1989      | France           | La Pomme Marseille 13                   |  |

### Victoires
| Date | Course | Pays | Classe | Vainqueur |
| ---- | ------ | ---- | ------ | --------- |